# Xylophagus triangularis
Xylophagus triangularis is een vliegensoort uit de familie van de houtvliegen (Xylophagidae). De wetenschappelijke naam van de soort is voor het eerst geldig gepubliceerd in 1823 door Say.